# Keith Smith
Keith Smith (Isleworth, 19 maart 1940 – 4 januari 2008) was een Britse jazzzanger en -trompettist.

## Biografie
Smith leerde het beroep van technisch tekenaar, maar was zo bezeten door de jazz, dat hij op 15-jarige leeftijd de school verliet. Hij speelde vanaf 17-jarige leeftijd trompet en vanaf 1957 in bands van de traditionele jazz. Zijn voorbeelden waren Louis Armstrong en Red Allen. Hij begon ook vroeg eigen bands te formeren (New Teao Brass Band met Chris Barber en Ken Colyer). In 1961 was hij in Duitsland met de trombonist Mac Duncan, speelde hij met de Bobby Mickleburgh's Confederates (die uniformen droegen van de geconfedereerden en ook optraden op televisie) en bezocht hij in 1962 New Orleans en Los Angeles, waar hij speelde met plaatselijke muzikanten. Hij probeerde ook later tijdens de jaren 1960 tijdens een langer verblijf in New Orleans Britse flair te brengen in de culinaire cultuur van Louisiana, doordat hij een Fish and chips opende, maar werd echter teruggefloten door de plaatselijke maffia. Terug in het Verenigd Koninkrijk formeerde hij de Climax Jazzmen.
Vanaf de jaren 1960 speelde Smith vaak in de Verenigde Staten en in Europa. In 1966 leidde hij de New Orleans All Stars (met Pops Foster en Alvin Alcorn) op tournee in Europa en van 1972 tot 1974 speelde hij in de Papa Bue's Viking Jazzband. In 1975 toerde hij weer in Europa en Japan en was hij in 1975/1976 in Afrika. Vanaf 1976 leidde hij een band met Ian Wheeler (Hefty Jazz, daardoor is hij ook bekend als Mr. Hefty jazz), die hij vanaf 1979 alleen leidde. Met deze band toerde hij voortaan en speelde hij o.a. in de Eddie Condon-club in 1985 in New York. Bovendien leidde hij een band met muzikanten van de Louis Armstrong All Stars, waarmee hij in 1983/1984 toerde in Europa. Hij organiseerde zijn concerten vaak volgens speciale thema's (George Gershwin, Hoagy Carmichael met de zangers Georgie Fame, Cole Porter, A Hundred Years of Dixieland Jazz met de zangeres Elaine Delmar, een Fats Waller revue, The Wonderful World of Louis Armstrong, From Basin Street to Broadway).

## Privéleven
Hij was drie keer getrouwd (en drie keer gescheiden). Als laatste woonde hij ook langer in Duitsland.